# Distrito Histórico de West Vernor-Springwells
El Distrito Histórico de West Vernor-Springwells es un distrito histórico comercial de seis cuadras de largo ubicado a lo largo de la autopista West Vernor entre Honorah y Norman en Detroit (Estados Unidos). El distrito incluye 32 ha y 28 edificios. Fue incluido en el Registro Nacional de Lugares Históricos en 2002. 

## Historia
A fines del siglo XIX, el área alrededor de este distrito histórico era una pequeña comunidad agrícola. Sin embargo, a medida que Detroit se expandió y la industria se mudó al área a fines de la década de 1880, las granjas comenzaron a subdividirse. Poco después, se erigieron algunos edificios comerciales de estructura a lo largo de lo que ahora es Vernor Highway. En las décadas de 1910 y 1920, el vecindario creció rápidamente como resultado de la construcción del cercano Ford River Rouge Complex. En ese momento, se construyó una cantidad considerable de edificios comerciales de ladrillo a lo largo de Vernor.
En 1915, en respuesta a la creciente población de inmigrantes principalmente alemanes, la arquidiócesis católica de Detroit estableció la Iglesia de San Gabriel (ubicada en Vernor y Norman). El distrito comercial de Vernor/Springwells siguió creciendo durante las décadas de 1920 y 1930. En la década de 1950, los afroamericanos comenzaron a mudarse al vecindario y la década de 1980 vio una afluencia de residentes hispanos.

## Descripción

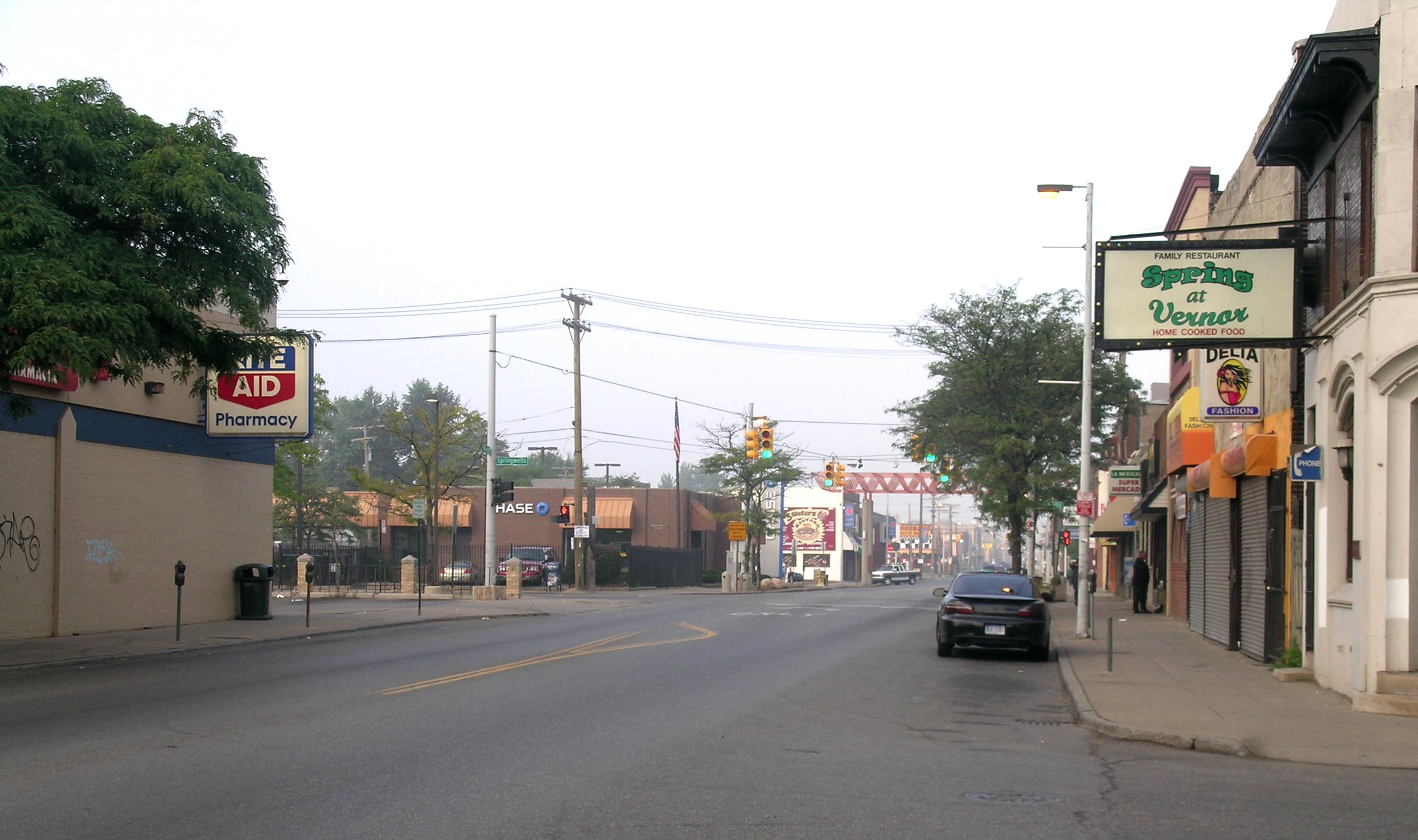
Lado sur de Vernor en Springwells, mirando al oeste

El distrito abarca seis cuadras a lo largo de West Vernor, centrado en la intersección de West Vernor/Springwells, pero también contiene la intersección de West Vernor/Central Avenue. Concentra varios edificios comerciales de dos pisos de principios del siglo XX. Algunos de estos son bastante largos y tienen de cuatro a seis tiendas cada uno. La estructura visualmente más llamativa es el antiguo teatro Rio, diseñado por el arquitecto Cyril Edward Schley, en la esquina noroeste de West Vernor y Central Avenue.
El distrito también alberga el complejo parroquial de la Iglesia de San Gabriel. Este tiene una rectoría de estilo neorrenacentista italiano de 1916, una iglesia neorrománico original de 1918 diseñada por Oscar C. Gottesleben, que luego se convirtió en la escuela parroquial, y la iglesia de San Gabriel de 1953 diseñada por Diehl y Diehl. Esta aún atiende a los feligreses católicos del vecindario. La escuela funcionó como una escuela católica hasta principios de la década de 1990, y en 1996 reabrió como la Academia Caesar Chavez.